# در میان مردن
در میان مردن (ترکی آذربایجانی: Səpələnmiş ölümlər arasında) یک فیلم جاده‌ای درام به کارگردانی هیلال بایداروف است. این فیلم برای اولین بار در بخش اصلی هفتاد و هفتمین دوره جشنواره بین‌المللی فیلم ونیز به نمایش درآمد.